# Рейк'янесбайр
Рейк'янесбаїр (ісл. Reykjanesbær) — муніципалітет в Ісландії. В 1994 році Кеплавік, Нярдвік та Гапнір злилися утворивши Рейк'янесбаїр.

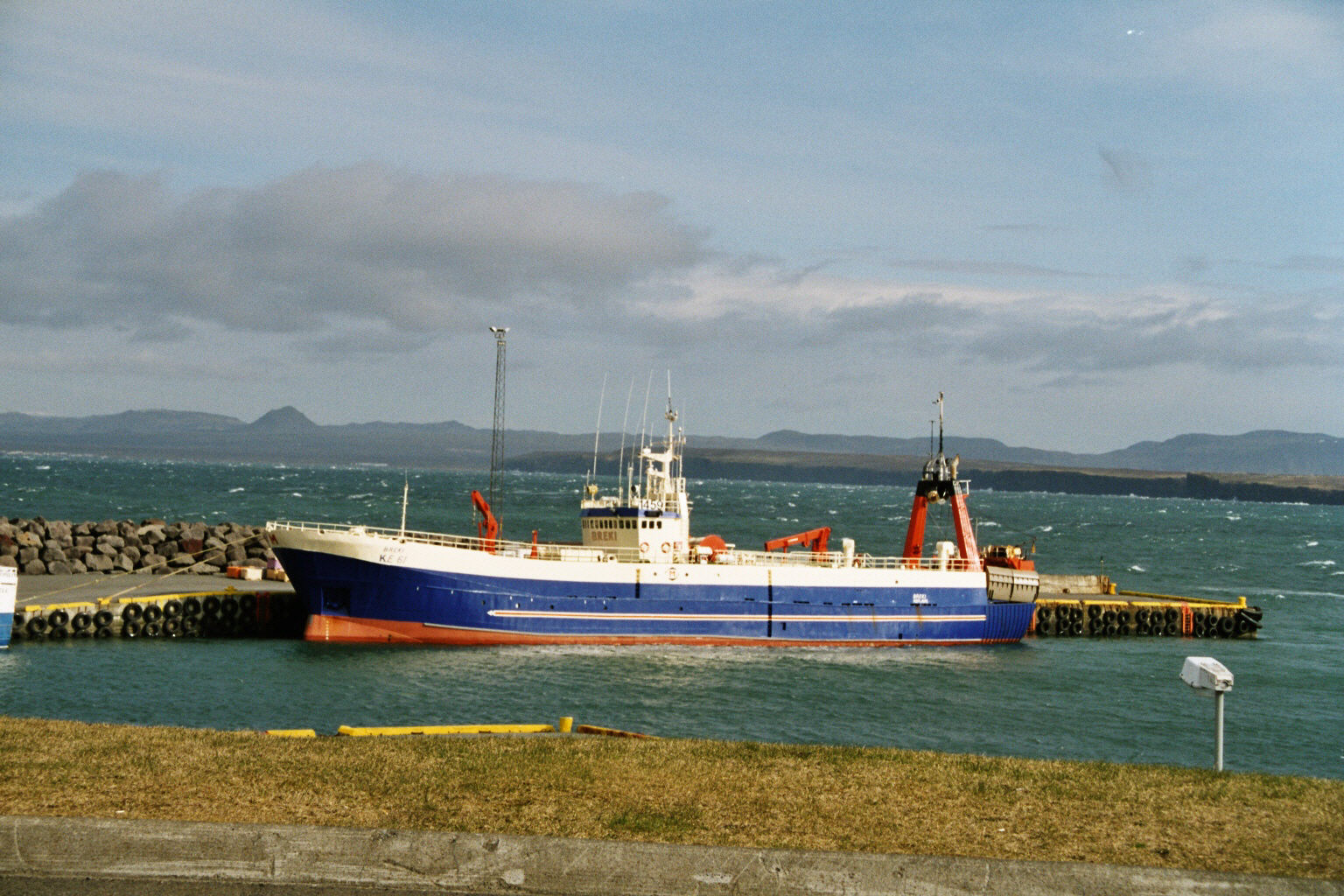
Гавань в Кеплавіку

Назва міста складається з двох слів «баїр» (місто) та «рейк'янес» (назва півострова). Рейк'янес — найзахідніший кінець південно-західної Ісландії, що включає одне з найкращих місць спостереження птахів в регіоні — скалу Гапнаберґ. Це місце, де континентальні плити Америки та Євразії повільно розділяються, утворюючи сильні вулканічні характеристики та інтенсивну ґеотермальну діяльність.

## Кеплавік в Рейк'янесбаїрі
Кеплавік є найбільшою спільнотою в муніципалітеті з населенням 8,155 жителів. Кеплавік завжди був важливим рибацьким центром, особливо з 19 століття і з покращенням інфраструктури гавані громада процвітала. В Кеплавіку розташований міжнародний аеропорт Ісландії імені Лейфа Ерікссона. Тут діє регіональний народний музей, є багато пішохідних маршрутів в навколишній місцевості, наприклад скала Берґіз — з відмінною панорамою затоки Факсафлой.

## Нярдвік в Рейк'янесбаїрі
Спільнота в Нярдвіку з населенням 3,639 жителів поділяється на Іннрі-Нярдвік (Внутрішній Нярдвік) та Ітрі-Нярдвік (Зовнішній Нярдвік), але остання практично перейшла в Кеплавік. З ранніх часів рибальство було головним господарським заняттям, але в останні часи зросли у важливості промисловість та сфера послуг для аеропорту в Кеплавіку. У Фітяр, що поміж Іннрі- та Ітрі-Нярдвіком знаходиться Стекк'яркот, старий дім рибаків, що був оновлений і відкритий для публічного огляду. Він пропонує оглянути умови проживання простих людей в не такі далекі часи.

## Гапнір в Рейк'янесбаїрі
Гапнір — найменша зі спільнот у муніципалітеті, з населенням 134 жителі, розташована на західній частині півострова Рейк'янесскаґі, на південь від Міднесу. В давні часи це був численний та процвітаючий рибальський центр. Нещодавно тут відкрили акваріум з виставкою рибацького обладнання та машинерії з минулої епохи.